# Kanton Petersberg
Der Kanton Petersberg war eine Verwaltungseinheit im Distrikt Hersfeld des Departements der Werra im napoleonischen Königreich Westphalen.  Hauptort des Kantons und Sitz des Friedensgerichts war der Ort Petersberg, heute Stadtteil von Bad Hersfeld.
Der Kanton umfasste 16 Dörfer, Weiler und Einzelhöfe, hatte 3.276 Einwohner und eine Fläche von 1,72 Quadratmeilen.
Zum Kanton gehörten die Orte:
- Petersberg mit Kienbach
- Kathus, Sorga mit Sölzerhöfe und Oberrode, Rotensee, Oberhaun, Unterhaun, Eitra mit Sieglos und Fischbach
- Wippershain mit Heckenhaus[3]
- Meckbach, Mecklar